# 8829 Buczkowski
A 8829 Buczkowski (ideiglenes jelöléssel (8829) 1988 RV10) egy kisbolygó a Naprendszerben. Schelte J. Bus fedezte fel 1988. szeptember 14-én.